# 石栗絵理
石栗 絵理（いしぐり えり）は、劇団四季所属の舞台女優。

## 略歴
5歳からクラシックバレエを始める。2005年研究所入所。「人間になりたがった猫」で四季の初舞台を踏む。「キャッツ」8000回公演にも出演し、ダンスキャプテンも務めている。「ユタと不思議な仲間たち」東北特別招待公演に2012年から出演している。

## 舞台
- ユタと不思議な仲間たち（桃子・ハラ子）
- キャッツ（ランペルティーザ）
- ウェストサイド物語（エニイ・ボディズ）
- 雪ん子（ドジのまさ）
- ライオンキング（アンサンブル）
- エビータ（アンサンブル）
- 王子とこじき（アンサンブル）
- 人間になりたがった猫（アンサンブル）